# Narciarstwo alpejskie na Zimowych Igrzyskach Paraolimpijskich 2018
Narciarstwo alpejskie na Zimowych Igrzyskach Paraolimpijskich 2018 – jedna z dyscyplin rozgrywanych podczas igrzysk w dniach 7–18 marca 2018 w Jeongseon, w Korei Południowej. Podczas zawodów odbędzie się 30 konkurencji.

## Terminarz
Oficjalny terminarz igrzysk.
| Data     | Godzina                        | Konkurencja                               | Mistrz IP 2014          |
| -------- | ------------------------------ | ----------------------------------------- | ----------------------- |
| 10 marca | 9:30 (UTC+09:00) / 1:30 (CET)  | Zjazd kobiet, osoby niewidzące            | Henrieta Farkašová      |
| 10 marca | 9:47 (UTC+09:00) / 1:47 (CET)  | Zjazd kobiet, osoby stojące               | Marie Bochet            |
| 10 marca | 10:17 (UTC+09:00) / 2:17 (CET) | Zjazd kobiet, osoby siedzące              | Anna Schaffelhuber      |
| 10 marca | 10:47 (UTC+09:00) / 2:47 (CET) | Zjazd mężczyzn, osoby niewidzące          | Jon Santacana           |
| 10 marca | 11:07 (UTC+09:00) / 3:07 (CET) | Zjazd mężczyzn, osoby stojące             | Markus Salcher          |
| 10 marca | 11:57 (UTC+09:00) / 3:57 (CET) | Zjazd mężczyzn, osoby siedzące            | Akira Kano              |
| 11 marca | 9:30 (UTC+09:00) / 1:30 (CET)  | Supergigant kobiet, osoby niewidzące      | Kelly Gallagher         |
| 11 marca | 9:52 (UTC+09:00) / 1:52 (CET)  | Supergigant kobiet, osoby stojące         | Marie Bochet            |
| 11 marca | 10:32 (UTC+09:00) / 2:32 (CET) | Supergigant kobiet, osoby siedzące        | Anna Schaffelhuber      |
| 11 marca | 11:02 (UTC+09:00) / 3:02 (CET) | Supergigant mężczyzn, osoby niewidzące    | Jakub Krako             |
| 11 marca | 11:32 (UTC+09:00) / 3:32 (CET) | Supergigant mężczyzn, osoby stojące       | Markus Salcher          |
| 11 marca | 12:12 (UTC+09:00) / 4:12 (CET) | Supergigant mężczyzn, osoby siedzące      | Akira Kano              |
| 13 marca | 15:00 (UTC+09:00) / 7:00 (CET) | Superkombinacja kobiet, osoby niewidzące  | Aleksandra Francewa     |
| 13 marca | 15:22 (UTC+09:00) / 7:22 (CET) | Superkombinacja kobiet, osoby stojące     | Marie Bochet            |
| 13 marca | 15:42 (UTC+09:00) / 7:42 (CET) | Superkombinacja kobiet, osoby siedzące    | Anna Schaffelhuber      |
| 13 marca | 16:02 (UTC+09:00) / 8:02 (CET) | Superkombinacja mężczyzn, osoby niewidome | Walerij Redkozubow      |
| 13 marca | 16:22 (UTC+09:00) / 8:22 (CET) | Superkombinacja mężczyzn, osoby stojące   | Aleksiej Bugajew        |
| 13 marca | 16:42 (UTC+09:00) / 8:42 (CET) | Superkombinacja mężczyzn, osoby siedzące  | Josh Dueck              |
| 14 marca | 9:30 (UTC+09:00) / 1:30 (CET)  | Slalom mężczyzn, osoby niewidzące         | Walerij Redkozubow      |
| 14 marca |                                | Slalom mężczyzn, osoby stojące            | Aleksiej Bugajew        |
| 14 marca |                                | Slalom mężczyzn, osoby siedzące           | Takeshi Suzuki          |
| 15 marca | 9:30 (UTC+09:00) / 1:30 (CET)  | Slalom kobiet, osoby niewidzące           | Aleksandra Francewa     |
| 15 marca |                                | Slalom kobiet, osoby stojące              | Andrea Rothfuss         |
| 15 marca |                                | Slalom kobiet, osoby siedzące             | Anna Schaffelhuber      |
| 17 marca | 9:30 (UTC+09:00) / 1:30 (CET)  | Slalom gigant mężczyzn, osoby niewidzące  | Mac Marcoux             |
| 17 marca |                                | Slalom gigant mężczyzn, osoby stojące     | Vincent Gauthier-Manuel |
| 17 marca |                                | Slalom gigant mężczyzn, osoby siedzące    | Christoph Kunz          |
| 18 marca | 9:30 (UTC+09:00) / 1:30 (CET)  | Slalom gigant kobiet, osoby niewidzące    | Henrieta Farkašová      |
| 18 marca |                                | Slalom gigant kobiet, osoby stojące       | Marie Bochet            |
| 18 marca |                                | Slalom gigant kobiet, osoby siedzące      | Anna Schaffelhuber      |

## Medaliści
| Konkurencja              | Klasa           | Złoto               | Czas    | Srebro              | Czas    | Brąz                | Czas    |
| Zjazd kobiet             | Osoby siedzące  | Anna Schaffelhuber  | 1:33,26 | Momoka Muraoka      | 1:34,75 | Laurie Stephens     | 1:35,80 |
| Zjazd kobiet             | Osoby stojące   | Marie Bochet        | 1:30,30 | Andrea Rothfuss     | 1:32,53 | Mollie Jepsen       | 1:34,60 |
| Zjazd kobiet             | Osoby niewidome | Henrieta Farkašová  | 1:29,72 | Millie Knight       | 1:30,58 | Eléonor Sana        | 1:31,60 |
| Supergigant kobiet       | Osoby siedzące  | Anna Schaffelhuber  | 1:34,76 | Claudia Lösch       | 1:35,71 | Momoka Muraoka      | 1:36,10 |
| Supergigant kobiet       | Osoby stojące   | Marie Bochet        | 1:32,83 | Andrea Rothfuss     | 1:33,10 | Alana Ramsay        | 1:35,20 |
| Supergigant kobiet       | Osoby niewidome | Henrieta Farkašová  | 1:30,17 | Millie Knight       | 1:33,76 | Menna Fitzpatrick   | 1:34,54 |
| Superkombinacja kobiet   | Osoby siedzące  | Anna-Lena Forster   | 2:27,59 | Anna Schaffelhuber  | 2:30,11 | Momoka Muraoka      | 2:30,25 |
| Superkombinacja kobiet   | Osoby stojące   | Mollie Jepsen       | 2:32,70 | Andrea Rothfuss     | 2:33,07 | Alana Ramsay        | 2:36,08 |
| Superkombinacja kobiet   | Osoby niewidome | Henrieta Farkašová  | 2:27,72 | Menna Fitzpatrick   | 2:29,00 | Melissa Perrine     | 2:30,82 |
| Slalom gigant kobiet     | Osoby siedzące  | Momoka Muraoka      | 2:26,53 | Linda van Impelen   | 2:29,24 | Claudia Lösch       | 2:29,30 |
| Slalom gigant kobiet     | Osoby stojące   | Marie Bochet        | 2:22,92 | Andrea Rothfuss     | 2:25,18 | Mollie Jepsen       | 2:25,72 |
| Slalom gigant kobiet     | Osoby niewidome | Henrieta Farkašová  | 2:23,00 | Menna Fitzpatrick   | 2:28,34 | Melissa Perrine     | 2:28,81 |
| Slalom kobiet            | Osoby siedzące  | Anna-Lena Forster   | 1:55,82 | Momoka Muraoka      | 2:01,19 | Heike Eder          | 2:04,85 |
| Slalom kobiet            | Osoby stojące   | Marie Bochet        | 1:55,46 | Mollie Jepsen       | 1:59,59 | Andrea Rothfuss     | 2:00,08 |
| Slalom kobiet            | Osoby niewidome | Menna Fitzpatrick   | 1:51,80 | Henrieta Farkašová  | 1:52,46 | Millie Knight       | 1:53,39 |
|                          |                 |                     |         |                     |         |                     |         |
| Zjazd mężczyzn           | Osoby siedzące  | Andrew Kurka        | 1:24,11 | Taiki Morii         | 1:25,75 | Corey Peters        | 1:26,01 |
| Zjazd mężczyzn           | Osoby stojące   | Théo Gmür           | 1:25,45 | Arthur Bauchet      | 1:26,29 | Markus Salcher      | 1:26,39 |
| Zjazd mężczyzn           | Osoby niewidome | Mac Marcoux         | 1:23,93 | Jakub Krako         | 1:25,35 | Giacomo Bertagnolli | 1:26,46 |
| Supergigant mężczyzn     | Osoby siedzące  | Kurt Oatway         | 1:25,83 | Andrew Kurka        | 1:26,89 | Frédéric François   | 1:26,98 |
| Supergigant mężczyzn     | Osoby stojące   | Théo Gmür           | 1:24,83 | Arthur Bauchet      | 1:26,64 | Markus Salcher      | 1:27,89 |
| Supergigant mężczyzn     | Osoby niewidome | Jakub Krako         | 1:26,11 | Giacomo Bertagnolli | 1:26,29 | Miroslav Haraus     | 1:26,66 |
| Superkombinacja mężczyzn | Osoby siedzące  | Jeroen Kampschreur  | 2:11,59 | Frédéric François   | 2:12,91 | Jesper Pedersen     | 2:13,74 |
| Superkombinacja mężczyzn | Osoby stojące   | Aleksiej Bugajew    | 2:10,56 | Arthur Bauchet      | 2:10,88 | Adam Hall           | 2:15,32 |
| Superkombinacja mężczyzn | Osoby niewidome | Miroslav Haraus     | 2:14,22 | Jon Santacana       | 2:15,13 | Walerij Redkozubow  | 2:17,10 |
| Slalom gigant mężczyzn   | Osoby siedzące  | Jesper Pedersen     | 2:13,45 | Tyler Walker        | 2:13,79 | Igor Sikorski       | 2:15,90 |
| Slalom gigant mężczyzn   | Osoby stojące   | Théo Gmür           | 2:12,47 | Aleksiej Bugajew    | 2:13,49 | Alexis Guimond      | 2:13,67 |
| Slalom gigant mężczyzn   | Osoby niewidome | Giacomo Bertagnolli | 2:10,51 | Jakub Krako         | 2:15,59 | Mac Marcoux         | 2:17,51 |
| Slalom mężczyzn          | Osoby siedzące  | Dino Sokolović      | 1:39,82 | Tyler Walker        | 1:40,55 | Frédéric François   | 1:42,03 |
| Slalom mężczyzn          | Osoby stojące   | Adam Hall           | 1:36,11 | Arthur Bauchet      | 1:36,50 | Jamie Stanton       | 1:37,37 |
| Slalom mężczyzn          | Osoby niewidome | Giacomo Bertagnolli | 1:36,12 | Jakub Krako         | 1:37,54 | Walerij Redkozubow  | 1:38,02 |